# فرودگاه صحرایی آلاووس
فرودگاه صحرایی آلاووس (به انگلیسی: Alavus Airfield) (به زبان بومی: Alavuden lentokenttä) یک فرودگاه همگانی است که یک باند فرود شن دارد و طول باند آن ۷۵۰ متر است. این فرودگاه در کشور فنلاند قرار دارد و در ارتفاع ۱۲۴ متری از سطح دریا واقع شده‌است.